# 格雷厄姆控股公司
格雷厄姆控股公司，前身华盛顿邮报公司（NYSE：GHC）是一个美国公司，過去曾以出版《华盛顿邮报》著名。

## 教育
- 「卡普兰公司」世界上最大的教育公司之一，主营高等教育、职业教育、考试准备服务、教育后导师等业务。

公司总部在纽约城，CEO是乔纳森·格雷尔，2007年年收益为20亿美元，为公司旗下最赚钱业务。

## 报纸
- 先驱报 艾佛雷特，华盛顿州
- 公报 马里兰州

## 杂志
- 外交政策

## 广播电视
公司旗下有8个广播电视台。

## 有线电视
- 有线电视一台 菲尼克斯，亚利桑那州

## 互联网
- Slate 2004年从微软收购的电子杂志公司。